# Brachylomia uralensis
Brachylomia uralensis là một loài bướm đêm trong họ Noctuidae.